# Metryka Kerra
Metryka Kerra – ścisłe, stacjonarne i osiowosymetryczne rozwiązanie równania Einsteina ogólnej teorii względności w próżni opisujące geometrię czasoprzestrzeni wokół obracającego się ważkiego ciała. Zostało ono znalezione w 1963 przez Roya P. Kerra, nowozelandzkiego matematyka.
Zgodnie z tą metryką obracające się ważkie ciało powinno wykazywać efekt Lense-Thirringa przewidujący, że materia w pobliżu masywnego wirującego obiektu musi się również obracać. Obrót taki nie jest spowodowany przez jakąkolwiek działającą na takie ciała siłą, lecz krzywizną czasoprzestrzeni. Metryka Kerra jest uogólnieniem metryki Schwarzschilda, opisującej geometrię czasoprzestrzeni wokół doskonale sferycznego, nieruchomego i obojętnego elektrycznie ciała. Innym tego typu rozwiązaniem jest odkryta w latach 1916–1918 metryka Reissnera-Nordströma. Metryka ta opisuje geometrię czasoprzestrzeni wokół nieruchomego, sferycznego, ale naładowanego elektrycznie ciała. W 1965 zostało odkryte najogólniejsze spośród tych trzech rozwiązań. Jest to metryka Kerra-Newmana, opisująca geometrię czasoprzestrzeni wokół obracającego się, naładowanego elektrycznie ciała. Relacje między tymi czterema metrykami są przedstawione w poniższej tabelce.
|                             | Brak obrotu (J = 0) | Obrót (J ≠ 0) |
| Brak ładunku (Q = 0)        | Schwarzschild       | Kerr          |
| Ładunek elektryczny (Q ≠ 0) | Reissner-Nordström  | Kerr-Newman   |

Metryka Kerra modeluje obiekty astronomiczne posiadające spin i będące źródłem pola grawitacyjnego to znaczy ciała scharakteryzowane przez moment pędu oraz masę. W szczególności na przykład gwiazdy neutronowe i wirujące czarne dziury. Ciała te mają kilka różnych szczególnych powierzchni, na których metryka ma osobliwości.

## Historia odkrycia metryki Kerra
W 1954 roku A.Z. Pietrow wprowadza klasyfikację wszystkich możliwych symetrii tensora Weyla dla każdego zdarzenia w rozmaitości Lorentza. W 1956 F. Pirani analizuje promieniowanie grawitacyjne. Klasyfikacja Pietrowa stanowi podstawę jego artykułu na temat teorii promieniowania grawitacyjnego. Rok później A. Trautman przedstawił pracę na temat własności tensora Weyla dla promieniowania grawitacyjnego.
W 1962 J. Goldberg i R.K. Sachs pokazują, że jeśli tensor metryczny {\displaystyle g} rozmaitości {\displaystyle M} spełnia równanie Einsteina, to tensor krzywizny konforemnej utworzony z {\displaystyle g} jest „algebraicznie specjalny”. Obecnie wiadome jest, że wiele czasoprzestrzeni (jak na przykład czasoprzestrzenie Schwarzschilda, K. Gödla, Kerra oraz fale o czołach płaskich i sferycznych) należy do tej klasy. Dla danej metryki na rozmaitości Lorentza {\displaystyle M,} można obliczyć tensor Weyla {\displaystyle C.} Jeśli tensor Weyla jest algebraicznie specjalny w punkcie {\displaystyle p\in M,} to istnieje zbiór kryteriów określający typ Pietrowa w {\displaystyle p,} kryteria te znalezione są przez L. Bela w 1962. W 1962 I. Robinson i A. Trautman pokazują, że dla każdej przestrzeni Einsteina z zerową kongruencją bez ścinania istnieją współrzędne dla których metryka jest:
{\displaystyle ds^{2}=2r^{2}P^{-2}d\zeta d{\bar {\zeta }}-2dudr-2Hdu^{2},\qquad (1)}
gdzie:
{\displaystyle H=(\Delta \ln P-2r(\ln P)_{,u}-2m(u)/r),}
{\displaystyle \zeta =(x+iy)/({\sqrt {2}}),}
{\displaystyle P} jest funkcją {\displaystyle P(\zeta ,{\bar {\zeta }},u),}
{\displaystyle r} – parametr afiniczny.
Jedynym pozostającym równaniem jest:
{\displaystyle \Delta \Delta (\ln P)_{,u}-4m_{,u}=0,\Delta =2P^{2}\partial _{\zeta }\partial _{\bar {\zeta }}.\qquad (2)}
W 1962 R. Kerr bada strukturę równań Einsteina, stosując metodę tetrad i form różniczkowych, zapisuje on równania krzywizny, stosując zespolone zerowe tetrady i samodualne biwektory, następnie bada warunki ich całkowania. W 1963 Kerr decyduje się na szukanie wszystkich obracających się algebraicznie specjalnych czasoprzestrzeni. Takie rozwiązanie równań Einsteina zostaje znalezione przez niego w 1963.

## Czasoprzestrzeń Kerra
Niech {\displaystyle ds_{0}^{2}} będzie pewną metryką taką, że:
{\displaystyle ds_{0}^{2}=2(r^{2}+\Sigma ^{2})P^{-2}d\zeta d{\bar {\zeta }}-2l_{0}k.\qquad (3)}
Zachodzi następujące

### Twierdzenie Kerra
Jeśli {\displaystyle ds_{0}^{2}} jest stacjonarną, algebraicznie specjalną metryką, lub ogólniej rozwiązaniem następujących równań:
{\displaystyle \nabla [\nabla (\ln P)]=c,\nabla =P^{2}\partial ^{2}/\partial \zeta \partial {\bar {\zeta }},\qquad (4a)}
{\displaystyle M=2\Sigma \nabla (\ln P)+\nabla \Sigma ,m=cu+A(\zeta ,{\bar {\zeta }}),\qquad (4b)}
{\displaystyle cL=(A+iM)_{\zeta },\nabla M=c\Sigma ,\qquad (4c)}
gdzie:
{\displaystyle P,L} funkcje analityczne,
{\displaystyle \Sigma ,K,M} funkcje pochodnych {\displaystyle P,L,}
{\displaystyle u} parametr,
{\displaystyle M} funkcja masy,
{\displaystyle m} szczególne rozwiązanie równań {\displaystyle \nabla ^{2}K=0,\nabla ^{2}M=0,}
wtedy również taką metryką jest
{\displaystyle ds^{2}=ds_{0}^{2}+{\frac {2m_{0}r}{r^{2}+\Sigma }}k^{2},\qquad (5)}
przy czym {\displaystyle m_{0}} dowolna stała, {\displaystyle k=du+a\sin ^{2}\theta d\phi .}

### Twierdzenie 1[22]
Niech {\displaystyle \xi ^{a}} pole Killinga i {\displaystyle \gamma } geodezyjna z wektorem stycznym (afiniczny wektor) {\displaystyle u^{a},} który spełnia {\displaystyle u^{b}\nabla _{b}u^{a}=0.} Wtedy {\displaystyle \xi _{a}u^{a}} jest stałe wzdłuż {\displaystyle \gamma .}

### Twierdzenie 2
Jeżeli funkcje {\displaystyle f,g,} są stałe wzdłuż kongruencji {\displaystyle (Df=Dg=0),} to istnieje funkcja {\displaystyle h=\nabla _{a}f\nabla ^{a}g,} taka, że:
{\displaystyle h={\frac {h_{0}}{r^{2}+a^{2}\cos ^{2}\theta }},\qquad (6a)}
{\displaystyle h_{0}=\lim _{r\to \infty }h,\qquad (6b)}
przy czym granica jest brana wzdłuż kongruencji.

### Twierdzenie Robinsona
Stacjonarne, osiowosymetryczne, asymptotycznie płaskie rozwiązania równań Einsteina w próżni, które zawierają gładki, wypukły horyzont, oraz nie posiadają żadnej osobliwości na zewnątrz horyzontu, są jednoznacznie określone przez masę {\displaystyle m} i moment pędu {\displaystyle J(=am),} przy czym {\displaystyle J<m^{2}}. 

### Twierdzenie Hawkinga
Jeśli czasoprzestrzeń jest stacjonarna, lecz nie statyczna w sąsiedztwie {\displaystyle {\mathcal {I^{+}}}} oraz {\displaystyle {\mathcal {I^{-}}},} wtedy wektor Killinga, {\displaystyle \xi ^{\mu }} typu czasowego w nieskończoności, staje się typu przestrzennego blisko horyzontu zdarzeń.

### Definicja czasoprzestrzeni Kerra
Czasoprzestrzeń asymptotycznie płaska, stacjonarna, osiowosymetryczna i TP-niezmiennicza nazywa się czasoprzestrzenią Kerra.
Czasoprzestrzeń Kerra posiada tensor Killinga taki, że:
{\displaystyle K_{ab}=(r^{2}-2mr+a^{2})(l_{a}l'_{b}+l'_{b}l_{a})+r^{2}g_{ab}.\qquad (7)}
Istnienie tego tensora ułatwia obliczanie orbit w czasoprzestrzeni Kerra.

## Różne postacie metryki Kerra
Metryka Kerra we współrzędnych {\displaystyle (u,r,\theta ,\phi )} ma postać :
{\displaystyle ds^{2}=(1-{\frac {2mr}{r^{2}+a^{2}\cos ^{2}\theta }})du^{2}+2dudr+{\frac {2mr}{r^{2}+a^{2}\cos ^{2}\theta }}(2a\sin ^{2}\theta )dud\phi ,\qquad (8)}
{\displaystyle -2a\sin ^{2}\theta drd\phi -(r^{2}+a^{2}\cos ^{2}\theta )d\theta ^{2},\qquad (9)}
{\displaystyle -((r^{2}+a^{2})\sin ^{2}\theta +{\frac {2mr}{r^{2}+a^{2}\cos ^{2}\theta }}(a^{2}\sin ^{4}\theta ))d\phi ^{2}.\qquad (10)}
Metryka (9) ma trzy wyrażenia pozadiagonalne.
Wektory {\displaystyle U^{a}=(1,0,0,0)} i {\displaystyle R^{a}=(0,0,0,1)} w tych współrzędnych są wektorami Killinga, gdyż metryka (9), nie zależy ani od {\displaystyle u} ani od {\displaystyle \phi .} Każda kombinacja liniowa tych wektorów jest też wektorem Killinga. Składowe: {\displaystyle g_{uu},g_{u\phi },g_{\phi \phi },} tej metryki posiadają nieciągłość w {\displaystyle r^{2}+a^{2}\cos ^{2}\theta =0.}
Skalar Kretschmanna {\displaystyle K} ({\displaystyle =R_{abcd}R^{abcd},R_{abcd}} tensor krzywizny Riemanna), będący niezmiennikiem krzywiznowym jest
{\displaystyle K={\frac {48m^{2}(r^{2}-a^{2}\cos ^{2}\theta )[(r^{2}+a^{2}\cos ^{2}\theta )^{2}-16r^{2}a^{2}\cos ^{2}\theta )]}{(r^{2}+a^{2}\cos ^{2}\theta )^{6}}},\qquad (11)}
co gwarantuje, że nieciągłość położona w {\displaystyle r=0} dla {\displaystyle \theta =\pi /2,} jest prawdziwą osobliwością nieusuwalną.
Element liniowy (3) można przekształcić otrzymując:
{\displaystyle ds^{2}=ds_{0}^{2}+{\frac {2mr}{r^{2}+a^{2}\cos ^{2}\theta }}(du+a\sin ^{2}\theta d\phi )^{2},\qquad (12)}
to znaczy rozważany w twierdzeniu Kerra element liniowy.
Dla {\displaystyle a\to 0} metryka sprowadza się do metryki Schwarzschilda.

### Współrzędne kartezjańskie Kerra-Schilda
Transformacja współrzędnych
{\displaystyle (r+ia)\exp(i\phi )\sin \theta =x+iy\qquad (13a)}
{\displaystyle r\cos \theta =z,\qquad (13b)}
{\displaystyle r+u=-t,\qquad (13c)}
prowadzi do metryki Kerra-Schilda:
{\displaystyle ds^{2}=ds_{0}^{2}+{\frac {2m^{3}}{r^{4}+a^{2}z^{2}}}\left[dt+{\frac {z}{r}}dz+{\frac {r}{r^{2}+a^{2}}}(xdx+ydy)-{\frac {a}{r^{2}+a^{2}}}(xdy-ydx)\right]^{2},\qquad (14)}
gdzie {\displaystyle r}(odległością od początku układu współrzędnych Minkowskiego) wyznacza się z
{\displaystyle r^{4}-(x^{2}+y^{2}+z^{2}-a^{2})r^{2}-a^{2}z^{2}=0.\qquad (15)}
Dla {\displaystyle rne0,} powierzchnie {\displaystyle r=\mathrm {const} } są i elipsoidami obrotowymi, w płaszczyźnie {\displaystyle (x,y,z),} takimi, że:
{\displaystyle {\frac {x^{2}+y^{2}}{r^{2}+a^{2}}}+{\frac {z^{2}}{r^{2}}}=1,\qquad (16)}
które dla {\displaystyle r=0} stają się dyskiem {\displaystyle z^{2}+y^{2}\leqslant a^{2},z=0.} Pierścień {\displaystyle x^{2}+y^{2}=a^{2},z=0,} który jest brzegiem dysku, jest osobliwością nieusuwalna, gdyż skalar Kretschmanna jest tutaj nieskończony.Natomiast {\displaystyle ds_{0}^{2}=dt^{2}-(dx^{2}+dy^{2}+dz^{2}).} Tę zmianę współrzędnych można również zapisać jako:
{\displaystyle x=(r\cos \phi +a\sin \phi )\sin \theta ={\sqrt {r^{2}+a^{2}}}\sin \theta \cos(\phi -\operatorname {arctg} (a/r)),\qquad (17a)}
{\displaystyle y=(r\sin \phi +a\cos \phi )\sin \theta ={\sqrt {r^{2}+a^{2}}}\sin \theta \sin(\phi -\operatorname {arctg} (a/r)).\qquad (17b)}
Istnieje również wektor Killinga typu czasowego {\displaystyle K^{a}=(1,0,0,0),} wektor Killinga związany z obrotami ma postać {\displaystyle R^{a}=(0,0,y,-x).}
Gdy {\displaystyle m\to 0} metryka Kerra-Schilda przechodzi w metrykę Minkowskiego. Gdy {\displaystyle a\to 0} metryka Kerra-Schilda przechodzi w metrykę Schwarzschilda.

### Współrzędne Boyera-Lindquista
Następująca transformacja współrzędnych Kerra
{\displaystyle u=t+r}
oraz
{\displaystyle t=t_{BL}+2m\int {\frac {rdr}{r^{2}-2mr+a^{2}}}\qquad (18a)}
{\displaystyle \phi =-\phi _{BL}-a\int {\frac {dr}{r^{2}-2mr+a^{2}}}\qquad (18b)}
{\displaystyle r=r_{BL},\theta =\theta _{BL}\qquad (18c)}
prowadzi do metryki postaci:
{\displaystyle ds^{2}=\left[1-{\frac {2mr}{r^{2}+a^{2}\cos ^{2}\theta }}\right]dt^{2}+{\frac {4mra\sin ^{2}\theta }{r^{2}+a^{2}\cos ^{2}\theta }}dtd\phi -\left[{\frac {r^{2}+a^{2}\cos ^{2}\theta }{r^{2}-2mr+a^{2}}}\right]dr^{2}}
{\displaystyle -(r^{2}+a^{2}\cos ^{2}\theta )d\theta ^{2}-\left[r^{2}+a^{2}+{\frac {2mra^{2}\sin ^{2}\theta }{r^{2}+a^{2}\cos ^{2}\theta }}\right]\sin ^{2}\theta d\phi ^{2}.\qquad (19)}
We współrzędnych Boyera-Lindquista istnieje tylko jeden pozadiagonalny element w metryce. W metryce tej istnieje czasowy wektor Killinga {\displaystyle K^{a}=(1,0,0,0)} oraz obrotowy wektor Killinga {\displaystyle R^{a}=(0,0,0,1).} Co więcej, składowe metryki Kerra posiadają interesującą własność, jeśli {\displaystyle \xi _{t}\equiv (\partial _{t})_{(r,\phi ,\theta )},} {\displaystyle \chi _{\phi }\equiv (\partial _{\phi })_{(t,r,\theta )}} dwa wektory Killinga to zachodzi:
{\displaystyle \xi _{t}\cdot \xi _{t}=g_{tt},\qquad (20a)}
{\displaystyle \xi _{t}\cdot \chi _{\phi }=g_{t\phi },\qquad (20b)}
{\displaystyle \chi _{\phi }\cdot \chi _{\phi }=g_{\phi \phi }.\qquad (20c)}
gdzie {\displaystyle \cdot } oznacza Iloczyn skalarny.
Składowe metryki {\displaystyle g_{tt},g_{t\phi },g_{\phi \phi }} są rozbieżne dla {\displaystyle r^{2}+a^{2}\cos ^{2}\theta =0,} składowa {\displaystyle g_{rr}} jest rozbieżna dła {\displaystyle r^{2}-2mr+a^{2}=0.} Skalar Kretschmanna {\displaystyle K} jest identyczny jak dla metryki we współrzędnych Kerra. Wskazując, że prawdziwa osobliwość jest położona na pierścieniu {\displaystyle r^{2}+a^{2}\cos ^{2}\theta =0.}
Dla {\displaystyle r\to \infty } metryka przybiera postać:
{\displaystyle ds^{2}=\left[1-{\frac {2m}{r}}+O\left({\frac {1}{r^{3}}}\right)\right]dt^{2}+\left[{\frac {4ma\sin ^{2}\theta }{r}}+O\left({\frac {1}{r^{3}}}\right)\right]d\phi dt}
{\displaystyle -\left[1+{\frac {2m}{r}}+O\left({\frac {1}{r^{2}}}\right)\right][dr^{2}+r^{2}(d\theta ^{2}+\sin ^{2}d\phi ^{2})].\qquad (21)}
Skąd wynika, że {\displaystyle m} jest masą i {\displaystyle J=ma} jest momentem kątowym. Stosując współrzędne kartezjańskie, otrzymuje się w tym przybliżeniu metrykę:
{\displaystyle ds^{2}\approx \left(1-{\frac {2m}{r_{1}}}\right)dt^{2}+{\frac {4ma\omega }{r_{1}^{3}}}(xdy-ydx)dt}
{\displaystyle -\left(1+{\frac {2m}{r_{1}}}\right)(dx^{2}+dy^{2}+dz^{2})\qquad (22)}
identyczną z metryką Lensa-Thirringa
{\displaystyle ds^{2}\approx (1-{\frac {2m}{r_{1}}})dt^{2}+{\frac {4I\omega }{r_{1}^{3}}}(xdy-ydx)dt}
{\displaystyle -\left(1+{\frac {2m}{r_{1}}}\right)(dx^{2}+dy^{2}+dz^{2}),\qquad (23)}
gdzie {\displaystyle I,\omega } odpowiednio moment bezwładności i prędkość kątowa ciała.
Gdy {\displaystyle t=\mathrm {const} } i {\displaystyle r=\mathrm {const} ,} składowa {\displaystyle g_{\phi \phi }} znika dla {\displaystyle \theta =0,\pi .} Gdy zaś {\displaystyle r^{2}-2mr+a^{2}=0,} składowa {\displaystyle g_{rr}} jest rozbieżna. Składowe metryki Kerra wyrażone we współrzędnych Boyera-Lindquista są niezależne od czasu {\displaystyle t} i kąta obrotu {\displaystyle \theta .} Stąd geometria czasoprzestrzeni jest stacjonarna i osiowosymetryczna. Składowe metryki Kerra posiadają interesującą własność, jeśli {\displaystyle \xi _{t}\equiv (\partial _{t})_{(r,\phi ,\theta )},} {\displaystyle \chi _{\phi }\equiv (\partial _{\phi })_{(t,r,\theta )}} dwa wektory Killinga to zachodzi:
{\displaystyle \xi _{t}\cdot \xi _{t}=g_{tt},\qquad (24a)}
{\displaystyle \xi _{t}\cdot \chi _{\phi }=g_{t\phi },\qquad (24b)}
{\displaystyle \chi _{\phi }\cdot \chi _{\phi }=g_{\phi \phi }.\qquad (24c)}
gdzie {\displaystyle \cdot } oznacza Iloczyn skalarny.

## Własności geometrii czasoprzestrzeni Kerra
Czasoprzestrzeń Kerra charakteryzuje się pewnymi szczególnymi własnościami, które nie występują w czasoprzestrzeni Schwarzschilda. Rozwiązanie Kerra jest uogólnieniem rozwiązania Schwarzschilda. W granicy, gdy {\displaystyle a\to 0} (granica Schwarzschilda), rozwiązanie to przechodzi w rozwiązanie Schwarzschilda. Czasoprzestrzeń wokół obracającego się wokół własnej osi masywnego obiektu opisuje metryka Kerra. Ze względu na parametr {\displaystyle a=J/m} należy rozważać trzy ważne przypadki:
1. {\displaystyle 0<a<m,}
2. {\displaystyle a=m} – przypadek ekstremalny,
3. {\displaystyle a>m} – goła osobliwość. Istnieje kilka ważnych powierzchni, które otaczają masywny obracający się obiekt.

## Horyzont zdarzeń
O promieniu: {\displaystyle r_{H}^{+}=m+{\sqrt {m^{2}-a^{2}}},} gdzie {\displaystyle a=J/m}(w jednostkach geometrycznych {\displaystyle G=c=1}). Horyzont zdarzeń działa jak przepuszczająca w jednym kierunku membrana. Każde ciało znajdujące się na zewnątrz horyzontu {\displaystyle (r>r_{H}^{+}),} może przez niego przeniknąć, lecz żaden obiekt, który przez niego przeszedł (obszar {\displaystyle r_{H}^{+}>r}), nie może już się stąd wydostać na zewnątrz (obszar {\displaystyle r>r_{H}^{+}}). Promień tej powierzchni zależy od momentu pędu {\displaystyle J=am,} im szybciej obraca się gwiazda (masywny obiekt), tym mniejszy jest promień {\displaystyle r_{H}^{+}} horyzontu zdarzeń i powierzchnia horyzontu zdarzeń jest mniejsza. Gdy {\displaystyle a=0,} moment pędu gwiazdy jest zerowy, gwiazda się nie obraca. Jej horyzont pokrywa się z horyzontem zdarzeń czarnej dziury Schwarzschilda. Promień wynosi {\displaystyle r_{H}^{+}=2m.} Gdy {\displaystyle a=m,} moment pędu gwiazdy jest największy, {\displaystyle J=m^{2},} wtedy promień horyzontu zdarzeń jest {\displaystyle r_{H}^{+}=m} i jest najmniejszy z możliwych, mniejszy również od horyzontu Schwarzschilda wokół czarnej dziury o takiej samej masie.
Jeśli {\displaystyle a^{2}>m^{2},} czyli moment pędu przekracza pewną określoną wartość, {\displaystyle J>m^{2},} wtedy wielkość horyzontu zdarzeń jest określona przez wartość zespoloną {\displaystyle r_{H}^{+}\in \mathbb {C} ,} której część rzeczywista równa {\displaystyle m} określa jego promień. Przypadek ten można rozważać jako niefizyczny na mocy sformułowanej przez Rogera Penrose’a hipotezy kosmicznej cenzury, wedle której osobliwości bez horyzontu miałyby nie istnieć. Według niektórych autorów w zakresie dopuszczalnych wartości momentu pędu istnieje również drugie rozwiązanie określające promień drugiego horyzontu istniejącego równocześnie z opisanym wcześniej. Ten drugi horyzont miałby mieć promień: {\displaystyle r_{H}^{+}=m-{\sqrt {m^{2}-a^{2}}}.} W zakresie momentów pędów takich, że {\displaystyle J<M^{2}} w rotującej czarnej dziurze istnieją zatem dwa rozwiązania skrywające środek gwiazdy, natomiast przy przekroczeniu największej wartości parametru {\displaystyle a} liczba horyzontów redukuje się do jednego. Ten horyzont w rozwiązaniu Kerra uniemożliwiłby nie tylko bezpośrednią obserwację osobliwości, ale podobno ze względu na kształt potencjału efektywnego opisującego ruch cząstki próbnej wzdłuż współrzędnej radialnej miałby tworzyć jednocześnie barierę nie przepuszczającą do wnętrza czarnej dziury cząstek elementarnych, jak można przypuszczać – o określonym zakresie energii.

### Zasada kosmicznego cenzora
Jakiekolwiek całkowite grawitacyjne zapadanie się ciała nigdy nie doprowadzi do utworzenia nagiej osobliwości. Wszystkie osobliwości są ukryte za horyzontem zdarzeń, wewnątrz czarnej dziury. Osobliwości te nie będą widziane przez zewnętrznych dalekich obserwatorów.
Ściślejszy matematycznie wywód na temat horyzontu zdarzeń jest przedstawiony poniżej.

### Powierzchnia horyzontu zdarzeń
Horyzonty zdarzeń wyznacza się, szukając hiperpowierzchni danych warunkiem {\displaystyle r=\mathrm {const} ,} czyli gdy kontrawariantna składowa metryki {\displaystyle g^{rr}} znika. Stosując współrzędne Boyera-Lindquista, otrzymujemy:
{\displaystyle g^{rr}=-{\frac {r^{2}-2mr+a^{2}}{r^{2}+a^{2}\cos ^{2}\theta }}.\qquad (25)}
Tak więc
{\displaystyle g^{rr}=0\Leftrightarrow r^{\pm }=m\pm {\sqrt {m^{2}-a^{2}}}.\qquad (26)}
Oznacza to, że w czasoprzestrzeni Kerra istnieją dokładnie dwa horyzonty zdarzeń: zewnętrzny, opisany równaniem {\displaystyle r=r_{H}^{+}} i wewnętrzny, opisany równaniem {\displaystyle r=r_{H}^{-},} gdzie:
{\displaystyle g^{rr}=0\Leftrightarrow r^{\pm }=m\pm {\sqrt {m^{2}-a^{2}}}.\qquad (26)}
Im moment pędu {\displaystyle J} czarnej dziury Kerra jest większy, tym mniejszy jest promień horyzontu zdarzeń w czasoprzestrzeni Kerra. W granicy Schwarzschilda {\displaystyle a\to 0,} horyzonty te redukują się do {\displaystyle r=r_{H}^{+}=2m} oraz {\displaystyle r=r_{H}^{-}=0.}

## Osobliwość czasoprzestrzeni Kerra[31]
Obliczenie niezmiennika krzywiznowego {\displaystyle K} pokazuje, że czasoprzestrzeń Kerra posiada prawdziwą osobliwość krzywiznową usytuowaną na pierścieniu {\displaystyle x^{2}+y^{2}=a^{2},z=0,} o promieniu {\displaystyle a} w płaszczyźnie równikowej {\displaystyle z=0.} Osobliwość ta jest schowana za wewnętrznym horyzontem zdarzeń określonym przez {\displaystyle r=r_{\pm }} i przez to jest niewidzialna dla zewnętrznego obserwatora.
Następną powierzchnią charakteryzującą czasoprzestrzeń Kerra jest ergosfera.

## Ergosfera
W obszarze {\displaystyle r>r_{H}^{+}} to jest na zewnątrz horyzontu zdarzeń nie jest możliwa równowaga statyczna. Obserwuje się tu efekt Lensa-Thirringa. Każdy obserwator jest tu wleczony razem z czasoprzestrzenią wokół centralnego wirującego ciała. Kierunek jego obrotu jest ten sam jaki ma ciało centralne. Obszar ten nazywa się ergoregionem (lub ergoobszarem) i jest ograniczony powierzchnią zwaną ergosferą (często dla prostoty ergoobszar nazywa się po prostu ergosferą). Nazwa ergosfera (gr. ergon- praca, energia) została wprowadzona przez R. Ruffiniego i J.A. Wheelera. Penrose przypuszcza, że istnieje pewien proces, pozwalający na odzyskanie energii z czarnej wirującej dziury i stąd bierze się jej nazwa. Ergosfera jest elipsoidą obrotową, która na biegunach {\displaystyle (\theta =0,\pi )} styka się z horyzontem zdarzeń. Promień ergosfery zależy od kąta {\displaystyle \theta } i jest równy
{\displaystyle r_{E}^{+}=m+{\sqrt {m^{2}-a^{2}\cos ^{2}\theta }}.\qquad (28)}
Gdy {\displaystyle a=0,} to {\displaystyle r_{E}^{+}=2m,} a więc ergosfera pokrywa się z horyzontem zdarzeń czasoprzestrzeni Schwarzschilda. Gdy {\displaystyle a=m,} to na płaszczyźnie równikowej (dla {\displaystyle \theta =\pi /2}), {\displaystyle r_{E}^{+}=2m} oraz na biegunach {\displaystyle (\theta =0,\pi )\;r_{E}^{+}=m,} gdzie też ergosfera ulega spłaszczeniu.
Na rys. 1 przedstawione są dwie powierzchnie otaczające czarną obracającą się dziurę, horyzont zdarzeń i powierzchnia ergosfery.

Dwie powierzchnie, na których metryka Kerra posiada osobliwości. Wewnętrzna powierzchnia jest sferyczna horyzont zdarzeń, podczas gdy zewnętrzna powierzchnia jest to elipsoida. Ergosfera leży między tymi dwoma powierzchniami; wewnątrz tej objętości, czysto czasowa składowa g_{tt} jest ujemna, tj. działa jako czysto przestrzenna składowa metryki. Cząstki wewnątrz ergosfery muszą dokonywać obrotu razem z obracającą się wewnętrzną masą

### Granica stacjonarna jako zewnętrzna powierzchnia ergosfery
Niech {\displaystyle 0<a<m.} Jedną z własności metryki Kerra jest obecność granicy stacjonarnej. Jest to powierzchnia będąca brzegiem obszaru w którym cząstki poruszające się po krzywych typu czasu, pozostając w spoczynku w stosunku do dalekiego obserwatora w nieskończoności, mogą poruszyć się po orbitach wektora Killinga. To znaczy, że na tej powierzchni, ciała poruszające się z prędkościę światła w próżni są stacjonarne w relacji z nieskończenie dalekim obserwatorem. Powierzchnia granicy stacjonarnej czasoprzestrzeni Kerra (zwana też powierzchnią ergosfery) jest powierzchnią czasową wszędzie z wyjątkiem dwóch punktów położonych na osi {\displaystyle (\theta =0,\pi ).} W punktach tych ergosfera styka się z zewnętrznym horyzontem zdarzeń. Natomiast tam wszędzie gdzie powierzchnia jest typu czasowego, cząstki mogą przez nią przechodzić w obu kierunkach. To znaczy, że każde ciało znajdujące się w ergosferze może z tej ergosfery uciec. Powierzchnia ta zadana jest warunkiem:
{\displaystyle g_{tt}=0,\qquad (29)}
gdzie {\displaystyle g_{tt}} jest składową kowariantną tensora metrycznego.
We współrzędnych Boyera-Lindquista:
{\displaystyle g_{tt}=\left(1-{\frac {2mr}{r^{2}+a^{2}\cos ^{2}\theta }}\right),\qquad (30)}
więc
{\displaystyle g_{tt}=0\Leftrightarrow (1-{\frac {2mr}{r^{2}+a^{2}\cos ^{2}\theta }})=0,\qquad (31)}
{\displaystyle \Leftrightarrow r\equiv r_{E}^{\pm }=m\pm {\sqrt {m^{2}-a^{2}\cos ^{2}\theta }}.\qquad (32)}
Istnieją dwie powierzchnie ergosfery: zewnętrzna opisana równaniem {\displaystyle r=r_{E}^{+}} oraz wewnętrzna {\displaystyle r=r_{E}^{-}.} Obszar między {\displaystyle r_{E}^{+}} a {\displaystyle r_{E}^{-}} nazywa się ergosferą. Powierzchnie ergosfery zależą od trzech parametrów: masy, momentu obrotowego i kąta {\displaystyle \theta .} Na płaszczyźnie równikowej powierzchnia zewnętrzna jest największa, jest ona {\displaystyle r=r_{E}^{+}=2m} (ten sam wynik otrzymuje się w granicy Schwarzschilda {\displaystyle (a\to 0)}), równocześnie w tym przypadku powierzchnia wewnętrzna znika {\displaystyle r=r_{E}^{-}=0.} Na biegunach {\displaystyle (\theta =0,\pi ),} powierzchnie ergosfery dane są równaniem {\displaystyle r=m\pm {\sqrt {m^{2}-a^{2}}}} (w granicy Schwarzschilda znowu {\displaystyle r=2m} i {\displaystyle r=0}). Można łatwo się przekonać, że zewnętrzna powierzchnia ergosfery jest powierzchnią spłaszczonej elipsoidy obrotowej (rysunek). W obszarze {\displaystyle r>r_{E}^{+},} czyli na zewnątrz ergosfery wektor Killinga {\displaystyle \partial _{t}} dla dalekiego obserwatora w nieskończoności, wskazuje kierunek utożsamiany z upływem czasu. Na powierzchni {\displaystyle r=r_{E}^{+}} wektor Killinga jest typu zerowego. W obszarze {\displaystyle r_{E}^{+}>r>r_{E}^{-}} (wnętrze ergosfery) wektor Killinga jest typu przestrzennego.
Obserwator znajdujący się w tym obszarze, jest wleczony razem z całą otaczającą go materią wokół wirującego centralnego ciała, czyli zachodzi efekt Lensa-Thirringa.

## Powierzchniaprzesunięcia ku czerwieni
Powierzchnia nieskończonego przesunięcia ku czerwieni dana jest warunkiem {\displaystyle g_{tt}=0.} We współrzędnych Boyera-Lindquista {\displaystyle g_{tt}=0\Leftrightarrow r^{\pm }\equiv m\pm {\sqrt {m^{2}-a^{2}\cos ^{2}\theta }}.} Zatem powierzchnie nieskończonego przesunięcia ku czerwieni pokrywają się z powierzchniami zewnętrznej i wewnętrznej ergosfery
{\displaystyle r^{\pm }\equiv r_{RS}^{\pm }\equiv r_{E}^{\pm },\qquad (33)}
w przeciwieństwie do przypadku czasoprzestrzeni Schwarzschilda. W rozwiązaniu Schwarzschilda powierzchnia nieskończonego przesunięcia ku czerwieni {\displaystyle r_{R}^{+}} i horyzont zdarzeń {\displaystyle r_{H}^{+}} pokrywają się, w rozwiązaniu Kerra powierzchnia nieskończonego przesunięcia ku czerwieni {\displaystyle r_{E}^{+}} i horyzont zdarzeń {\displaystyle r_{H}^{+}} są różne . Horyzont zdarzeń w czasoprzestrzeni Kerra jest mniejszy aniżeli horyzont zdarzeń w czasoprzestrzeni Schwarzschilda.

## Proces Penrose’a
Z nieskończenie dalekiego laboratorium wysyłamy do ergosfery złożoną czasteczkę {\displaystyle AB.} Cząsteczka ta o energii {\displaystyle E/c=\xi ^{a}p_{a}} i momencie obrotowym {\displaystyle J=\chi ^{a}p_{a}} ({\displaystyle p_{a}} 4-wektor momentu cząsteczki) rozpada się na dwie cząstki {\displaystyle A} i {\displaystyle B.} Zgodnie z zasadą zachowania energii, pędu i momentu pędu {\displaystyle E=E_{A}+E_{B},\;p=p_{A}+p_{B},} {\displaystyle J=J_{A}+J_{B}.} Ponieważ {\displaystyle \xi ^{a}} jest typu przestrzennego, a więc można tak wybrać {\displaystyle p_{B},} że {\displaystyle E_{B}=\xi ^{a}p_{B}<0.} Energia {\displaystyle E_{B}} jest mierzona przez obserwatora w nieskończenie dalekim obserwatorium, wektor Killinga jest dla dalekiego obserwatora typu czasowego. Natomiast dla obserwatora w ergosferze energia {\displaystyle E_{B}} jest dodatnia. Iloczyn skalarny wektora typu przestrzennego i typu czasowego może być ujemny. Cząsteczka {\displaystyle B} wpada do czarnej dziury, przekraczając horyzont zdarzeń i nie może się stąd wydostać, gdyż powierzchnia horyzontu zdarzeń działa jak półprzepuszczalna membrana. Cząsteczka {\displaystyle A} wylatuje z powrotem z ergosfery, niosąc ze sobą więcej energii niż przyniosła pierwotna cząstka {\displaystyle AB.} Jej energia wynosi teraz {\displaystyle E_{A}=E-E_{B}>E}.

## Relacje między powierzchniami
Relacje między powierzchniami ergosfery i powierzchniami horyzontów zdarzeń są następujące:
{\displaystyle r_{E}^{+}(m,a,\theta )\geqslant r_{H}^{+}(m,a)\geqslant r_{H}^{-}(m,a)\geqslant r_{E}^{-}(m,a,\theta )\qquad (34)}
oraz
{\displaystyle r_{E}^{+}(m,a,\theta )=r_{H}^{+}(m,a),dla\,\theta =0,\pi ,\qquad (35a)}
{\displaystyle r_{E}^{-}(m,a,\theta )=r_{H}^{-}(m,a),dla\,\theta =0,\pi .\qquad (35b)}
Powierzchnia {\displaystyle r_{E}^{-}=0} dotyka pierścieniową powierzchnię osobliwości w {\displaystyle r=0} i {\displaystyle \theta =\pi /2.} Powierzchnie horyzontów leżą więc pomiędzy powierzchniami nieskończonego przesunięcia ku czerwieni (pomiędzy powierzchniami zewnętrznej i wewnętrznej egosfery).

### Charakterystyki czasoprzestrzeni Kerra
|                                    | Zależności |
| ---------------------------------- | --- |
| Powierzchnia horyzontów zdarzeń    | {\displaystyle A_{H}^{\pm }=4\pi (r_{\pm }^{2}+a^{2})=8\pi (m\pm ^{2}{\sqrt {m^{4}-m^{2}a^{2}}})} |
| Powierzchnia ergosfery zewnętrznej | {\displaystyle A_{E}^{+}=4\pi \left[(2m)^{2}+a^{2}+{\frac {3a^{4}}{20m^{2}}}+{\frac {33a^{6}}{280m^{4}}}+{\frac {191a^{8}}{2880m^{6}}}+{\mathcal {O}}\left({\frac {a^{10}}{m^{8}}}\right)\right]}        |
| Powierzchnia ergosfery wewnętrznej | {\displaystyle A_{E}^{-}=4\pi \left[{\frac {2{\sqrt {2}}-1}{3}}a^{2}+{\frac {12{\sqrt {2}}-13a^{4}}{20m^{2}}}+{\frac {292{\sqrt {2}}-283a^{6}}{280m^{4}}}+{\mathcal {O}}({\frac {a^{8}}{m^{6}}})\right]} |
| Półosie elipsoidy obrotowej        | {\displaystyle S_{x}=S_{y}={\sqrt {2mr_{\pm }}}\leqslant 2m,S_{z}=r_{\pm }\leqslant {\sqrt {2mr_{\pm }}}}                                                                                                |
| Mimośród                           | {\displaystyle e_{\pm }={\sqrt {1-{\frac {r_{\pm }}{2m}}}}} |
| Skalar Ricciego na równiku         | {\displaystyle R\to {\frac {2(r_{\pm }+a^{2})}{r_{\pm }^{4}}}} |
| Skalar Ricciego na biegunach       | {\displaystyle R\to {\frac {2(r_{\pm }^{2}+a^{2})}{(r_{\pm }^{2}+a^{2})^{3}}}} |

### Powierzchnie czasoprzestrzeni Kerra dla różnych parametrów
| {\displaystyle 0<a<m}                                                   | {\displaystyle a=m}                               | {\displaystyle a>m}                          |
| ----------------------------------------------------------------------- | ------------------------------------------------- | -------------------------------------------- |
| {\displaystyle r_{E}^{\pm }=m\pm {\sqrt {m^{2}-a^{2}\cos ^{2}\theta }}} | {\displaystyle r_{E}^{\pm }=m(1\pm \sin \theta )} | {\displaystyle r_{E}^{\pm }\in \mathbb {C} } |
| {\displaystyle r_{H}^{\pm }=m^{2}\pm {\sqrt {m^{2}-a^{2}}}}             | {\displaystyle r_{H}^{\pm }=m^{2}}                | {\displaystyle r_{H}^{\pm }\in \mathbb {C} } |

## Regularność rozwiązań Kerra
Rozwiązanie Kerra jest regularne w trzech obszarach:

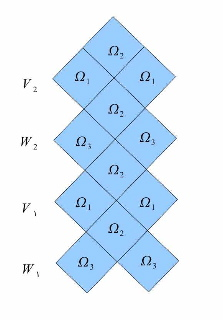
Diagram sklejania obszarów

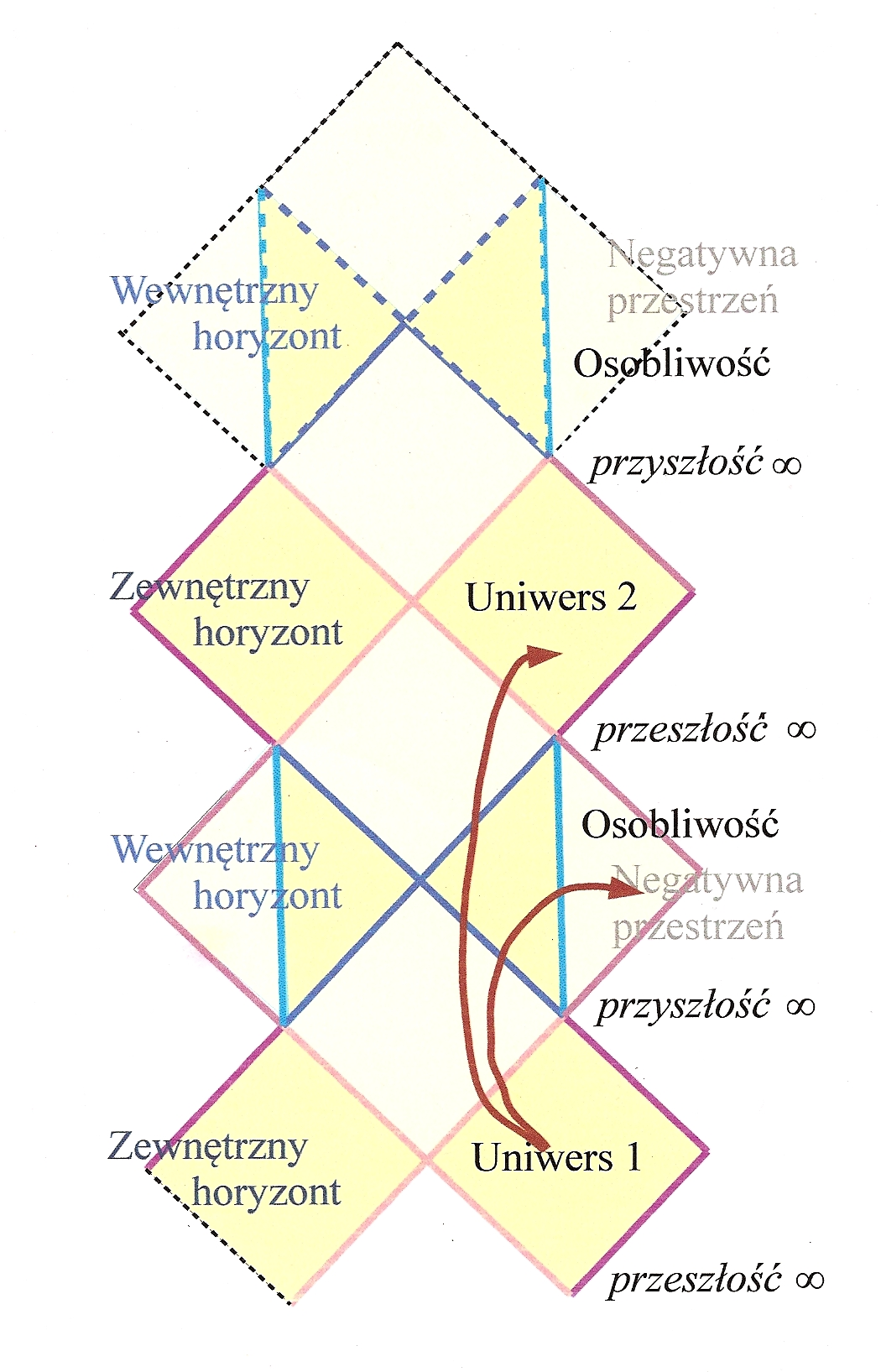
Struktura rozwiązania Kerra

{\displaystyle \Omega _{I}:r_{H}^{+}<r<\infty ,\qquad (36a)}
{\displaystyle \Omega _{II}:r_{H}^{-}<r<r_{H}^{+},\qquad (36b)}
{\displaystyle \Omega _{III}:0<r<r_{H}^{-}.\qquad (36c)}
Obszar {\displaystyle \Omega _{I}} jest stacjonarny, asymptotycznie płaski na zewnątrz horyzontu zdarzeń {\displaystyle r_{H}^{+}.}
Obszar {\displaystyle \Omega _{II}} nie jest stacjonarny.
Obszar {\displaystyle \Omega _{III}} zawiera:
- osobliwość pierścieniową,
- zamknięte krzywe czasowe.

Wektor Killinga w tym obszarze jest typu czasowego. Krzywe czasowe są zamknięte przez co przyczynowość nie jest spełniona. Jeśli bowiem krzywe te reprezentują linie świata obserwatorów, to podróżujący w kierunku przyszłości obserwator spotka się sam ze sobą w przeszłości.

### Uwaga
W obszarach {\displaystyle \Omega _{I}} i {\displaystyle \Omega _{II}} brak jest pogwałcenia przyczynowości.

## Struktura rozmaitości
Sklejając odpowiednio obszary {\displaystyle \Omega _{I},\;\Omega _{II},\;\Omega _{III},} otrzymuje się rozmaitość {\displaystyle M^{4}}.
1. Do obszaru {\displaystyle \Omega _{I}} można dokleić przy {\displaystyle r\to r_{+}} dwa obszary typu {\displaystyle \Omega _{II},} co odpowiada dla {\displaystyle t\to -\infty } białej dziurze, a przy {\displaystyle t\to +\infty } czarnej dziurze.
2. Do obszaru {\displaystyle \Omega _{II}} można dokleić
  1. dwa obszary {\displaystyle \Omega _{III},} gdzie {\displaystyle r\to r_{-}}
  2. dwa obszary {\displaystyle \Omega _{I},} gdzie {\displaystyle r\to r_{+}}
3. do obszaru {\displaystyle \Omega _{III}} można dokleić dwa obszary {\displaystyle \Omega _{II}} przy {\displaystyle r\to r_{-}.} Można skonstruować wielospójne rozwiązanie Kerra dla każdego punktu {\displaystyle x\in M^{4},} kładąc:

{\displaystyle {\bar {M}}^{4}=M^{4}/B.}
Istnieją następujące zbiory możliwych przejść w przyszłość po liniach typu czasowego:
{\displaystyle obszar(V_{n},\Omega _{I})\to obszar(W_{n},\Omega _{II})\simeq obszar(V_{n},\Omega _{II}),\qquad (37a)}
{\displaystyle obszar(W_{n},\Omega _{II})\to obszar(V_{n},\Omega _{I})\qquad ,(37b)}
{\displaystyle obszar(W_{n},\Omega _{III})\to obszar(W_{n},\Omega _{II})\simeq obszar(V_{n},\Omega _{II}).\qquad (37c)}
Wielospójna rozmaitość {\displaystyle {\bar {M}}^{4},} pozwala na istnienie cykli czasowych, których początek i koniec należą do obszaru {\displaystyle \Omega _{I},} to znaczy do obszaru zewnętrznego obserwatora.
W ten sposób w rozmaitości niejednospójnej {\displaystyle {\bar {M}}_{4}} znajdują się cykle typu czasowego, które zaczynają się i kończą w obszarze {\displaystyle \Omega _{I}} obserwatora zewnętrznego.